# Quramagebirge
Das Quramagebirge (usbekisch Qurama tizmasi; tadschikisch Қаторкӯҳи Қурама; russisch Кураминский хребет) ist ein Gebirgszug des Tienschans an der Grenze zwischen Tadschikistan und Usbekistan (Zentralasien). Die nördlichen Ausläufer befinden sich in Kirgisistan.
Das Quramagebirge erstreckt sich über eine Länge von 170 km in Nordost-Südwest-Richtung. Es bildet die Wasserscheide zwischen dem Fluss Angren im Nordwesten und dem Syrdarja im Süden und Südosten. Im Südosten befindet sich das Ferghanatal. Höchste Erhebung des Gebirgszugs ist der Boboiob mit 3769 m.
Das Gebirge besteht aus Glimmerschiefer, Sandstein und Granit. Es ist auch Fundstätte verschiedener seltener Minerale wie Kuramit, Nekrasovit und Stibiocolusit.
Seit dem Jahr 2016 durchquert die Bahnstrecke Angren–Pap mit dem Kamchiq-Tunnel das Gebirge.